# Доліна Лариса Олександрівна
Лариса Олександрівна Доліна (рос. Лариса Александровна Долина , уроджена Кудельман, у першому шлюбі Міончинська (рос. Миончинская); нар. 10 вересня 1955, Баку, Азербайджанська РСР) — радянська і російська естрадна і джазова співачка, акторка, пропагандистка українського єврейського походження. Заслужена артистка Росії (1993), народна артистка Росії (1998). Член вищої політичної партії «Єдина Росія».
Підтримує путінський режим та війну Росії проти України. Фігурантка центру бази «Миротворець». Занесена до переліку осіб, що створюють загрозу нацбезпеці Україні.
З 7 січня 2023 року перебуває під санкціями РНБО за антиукраїнську діяльність.

## Життєпис
Народилася 10 вересня 1955 року в Баку в родині будівельника Олександра Марковича Кудельмана і друкарки Галини Ізраїлівни Кудельман (уродженої Доліної). Батьки померли, поховані на єврейському кладовищі в Одесі. У трирічному віці переїхала з батьками до Одеси — рідного міста батьків. У шість років Лариса вступила до музичної школи, яку і закінчила по класу віолончелі.
Музична кар'єра співачки розпочалася 1971 року в естрадному оркестрі «Ми — одесити». Надалі була солісткою таких музичних колективів, як «Державний естрадний оркестр Вірменії» під керівництвом Костянтина Орбеляна, «Державний естрадний ансамбль Азербайджану» під керівництвом Полада Бюль-Бюль Огли, оркестр «Современник» під керівництвом Анатолія Кролла (колишній оркестр Едді Рознера).
1981 року Анатолій Кролл підготував програму «Антологія джазового вокалу», з якою Лариса Доліна та Вейланд Родд в супроводі оркестру виступали з аншлагами в багатьох союзних республіках.
1982 року виконала для фільму «Чародії» пісні «Загадка жінки» та «Три білих коня». Також брала участь як запрошена вокалістка у записі другого диску-гіганту групи Стаса Наміна «Реггі, диско, рок» (рос. «Регги, диско, рок»).
1984 року співачка отримала запрошення виконати одну з головних партій в кантаті «Історія доктора Фауста» Альфреда Шнітке.
З 1985 року Долина працює самостійно. За час сольної кар'єри було поставлено кілька концертних програм, з якими співачка об'їздила всю країну. 1985 року вона вперше виступила як режисер власної програми «Затяжний стрибок».
За два роки Лариса Доліна представила нове шоу «Контрасти», 1989 року в Державному центральному концертному залі «Росія» показала програму «Крижинка», а наступного року — шоу «Маленька жінка».
1990 року в цьому ж залі відбулася прем'єра рок-опери «Джордано» (музика Лори Квінт), в якій головну чоловічу роль виконав Валерій Леонтьєв, а головну жіночу — Лариса Доліна.
1991 року, в рамках російсько-французького контракту, Лариса Доліна виступила перед 20-тисячною аудиторією в місті Ла-Рошель на фестивалі «Радіо-Престиж». 
1992 року відбувся ювілейний творчий концерт співачки в Театрі Естради. Того ж року з'явилася програма «Що хочу, те й співаю», показана у концертному залі «Росія».
1995 року Долина представила програму «Я не подобаюся собі», яка відкрила глядачам її новий імідж. Відразу після успішних концертів у Росії, Долина відправляється на гастролі по містам Європи та США, де у Доліної величезний комерційний успіх.
Співачка не раз ставала призером і лауреатом багатьох престижних всесоюзних і міжнародних конкурсів.
1991 року Лариса Доліна була удостоєна титулу «Найкраща співачка країни» на всесоюзному конкурсі «Профі».
1993 року стала Заслуженою артисткою Росії.
1994 року співачка отримала приз «Кришталевий дельфін» на Всеросійському конкурсі в Ялті і стала володаркою національної музичної премії «Овація» в номінації «Найкраща рок-співачка». 
1996 року знову отримала «Овацію» як найкраща солістка року (в номінації «Поп-музика»).
Лариса Доліна знялася в художніх фільмах: «Оксамитовий сезон», «Ми з джазу», «Острів загиблих кораблів», «Сувенір для прокурора», а її голос звучить більш ніж в 70 кінокартинах і мультфільмах.
23 і 24 грудня 1996 року в ДЦКЗ «Росія» відбулася прем'єра ювілейної сольної програми Лариси Доліної «Погода в домі». У цьому музичному спектаклі прозвучали відомі хіти співачки, а також був представлений новий альбом «Погода в домі», створений Ларисою у співпраці з композитором Русланом Горобцем і поетом Михайлом Таничем. У шоу взяли участь Ірина Отієва, Леонід Кравець та Сергій Лемох.
Член партії «Єдина Росія» з 2003 року.

## Освіта
- 1984 — Московське музичне училище ім. Гнесіних, естрадне відділення по класу вокалу.

## Сім'я
- Перший чоловік — Анатолій Михайлович Міончінській (нар. 1946), джазовий музикант, колишній другий диригент оркестру «Современник» (1980—1987)[13][14]
- Дочка — Ангеліна Анатоліївна Міончінська (нар. 1983)
- Другий чоловік — Віктор Мітязов — бас-гітарист, продюсер (1987 — 9 березня 1998)[13][14].
- Третій чоловік — Ілля Спіцин (нар. 1968[15]), бас-гітарист, продюсер (з 1998)[14].

## Антиукраїнські погляди
- При виступах з приводу дня міста в Одесі перед глядацькою аудиторією Першого національного каналу заявила, що «Одеса належить Україні тільки по карті чи атласу»[16].
- 18 березня 2015 року у виступі перед багатотисячною аудиторією на честь річниці анексії Криму Росією Л. Доліна заспівала гімн РФ із президентом Путіним[17].
- У січні 2016 року в коментарі щодо скасування концертів Алессандро Сафіна та П'єра Рішара в Криму співачка заявила: «Я не знаю, які санкції пообіцяла їм Україна, але я впевнена, що цій країні та її керівникам треба думати про свій багатостраждальний конгломерат, що розвалюється, замість того, хто і коли виступає в нас в Криму. Як то каже мій продюсер Ілля Спіцин, „коли Господь хоче покарати державу, він посилає до неї ЦРУ і Петра Порошенка“»[18].
- У березні 2021 року прокуратура АР Крим та міста Севастополя відкрила кримінальне провадження щодо 23 російських артистів (і, зокрема, Доліної) за фактом незаконного в’їзду/виїзду на тимчасово окупований півострів[19]. Дії кваліфіковано за ч. 2 ст. 332-1 КК України («Порушення порядку в'їзду на тимчасово окуповану територію України та виїзду з неї»), досудове розслідування буде здійснюватися слідчим управлінням ГУ СБУ в АР Крим[20]. Розслідуватиметься епізод, коли російські артисти потрапили до Криму в обхід українських прикордонних пунктів для виступу на концерті з нагоди відкриття мосту через Керченську протоку[21].

## Дискографія
- 1985 — «Затяжний стрибок»
- 1986 — «Новий день»
- 1988 — «Пісні Віктора Резнікова»
- 1989 — «Крижинка»
- 1991 — «Прости мене»
- 1993 — «Крижинка»
- 1993 — «Прости мене»
- 1994 — «Звикай до Лариси Доліної»
- 1995 — «Долина в долині пристрастей»
- 1996 — «Прощай ... Ні, до побачення»
- 1997 — «Погода в домі»
- 1998 — «Щаслива доля»
- 1999 — «Співачка і музикант»
- 2000 — «Епіграф»
- 2000 — «По-новому жити»
- 2001 — «Новий рік»
- 2002 — «Carnival of Jazz»
- 2006 — «Обпалена душа»
- 2008 — «Hollywood Mood»
- 2009 — «Carnival of Jazz-2: No»
- 2010 — «Route 55»

## Відеокліпи
- 1997 — «Погода в домі [Архівовано 10 червня 2020 у Wayback Machine.]» — VHS
- 1999 — «Співачка і музикант» — VHS
- 2001 — «По-новому жити» — VHS
- 2004 — «Карнавал джазу [Архівовано 9 грудня 2018 у Wayback Machine.]» — VHS / DVD
- 2007 — «Ювілейний концерт в Кремлі» — DVD
- 2009 — «Карнавал джазу-2: No comments» — DVD

## Робота в кіно
- 1978 — «Оксамитовий сезон»
- 1978 — «Звичайне диво» — вокал Емілії в пісні — «Ах, пані, ви, мабуть, погодитеся»
- 1978 — «31 червня» — вокал леді Нінет
- 1979 — «Дуже синя борода»
- 1982 — «Чарівники» — вокал Ніни Пухової у пісні «Три білих коня»
- 1983 — «Ми з джазу» — роль негритянської співачки Клементини Фернандес
- 1985 — «Зимовий вечір у Гаграх» — вокал Ірини Мельникової, естрадної примадонни
- 1987 — «Острів загиблих кораблів»
- 1987 — «Людина з бульвару Капуцинів» — вокал Діани Літтл, солістки кабаре салуна «У Гаррі»
- 1988 — «Убити дракона» — вокал Ельзи, дочки архіваріуса
- 1988 — «Що тут коїться іще?!!»/«Это что ещё такое?!!» (мультфільм, дубляж російською української версії з року 1988)
- 1997 — «Новітні пригоди Буратіно»
- 1997 — «Старі пісні про головне» (телефільм)
- 2000 — «Бременські музиканти» & Co — вокал Атаманша
- 2002 — «Попелюшка» — Фея-хресна
- 2003 — «З Новим роком! З новим щастям!»
- 2007 — «Кохання-зітхання» — вокал за кадром «Perhaps»
- 2010 — «Принцеса і жаба» — закадрове озвучування чарівниці на ім'я Мама Оді

## Нагороди та премії
- 1978 — друга премія і звання лауреата на 11-му Всеросійському конкурсі виконавців радянської пісні «Сочі-78»
- 1979 — Спеціальний приз на конкурсі естрадної пісні в Таллінні
- 1981 — Гран-прі та приз за найкраще виконання чеської пісні на фестивалі в місті Готвальдов (Чехословаччина)
- 1986 — перший диплом у фіналі фестивалю «Пісня року»
- 1991 — Лариса Доліна була удостоєна титулу «Найкраща співачка країни» на Всесоюзному конкурсі «Профі»
- 1993, червень — співачка отримує почесне звання «Заслужена артистка Росії» [6]
- 1994 подарував Ларисі Доліній «Кришталевого дельфіна» (так називався приз на всесоюзному конкурсі в місті Ялта). Цього ж року співачка стала володаркою Національної музичної премії «Овація» в номінації «Найкраща рок-співачка».
- 1996 — співачка знову отримала «Овація» як найкраща солістка року (в номінації «Поп-музика»)
- 1997 — Ще одна «Овація» за найкращий альбом року — «Погода в домі».
- 26 січня 1998 Лариса Доліна стала народною артисткою Росії[7]. Зі званням співачку привітав президент Росії Борис Єльцин.
- У травні 1998 року стала лауреатом Премії МВС Росії. Цю премію співачка повністю перерахувала на благодійність.
- 5 березня 1998 року в Кремлі президент Росії Борис Єльцин вітав Ларису Доліну з почесним званням «Жінка року».
- 1999, червень — співачка отримує нагороду від радіо «Хіт-FM» — «Стопудовий хіт» за пісню «Випадковий перехожий»
- 2000 — ще одна гиря «стопудового хіта». Цього разу — за новий шлягер «Не треба».
- 2002, липень — спеціальним наказом Лариса Доліна введена до Ради з культури і мистецтва при президентові РФ.
- 2003 — Лариса Доліна висунута на здобуття Державної премії в галузі культури і мистецтва за програму «Карнавал Джазу», а також за видатні заслуги в області культури та мистецтва.
- 2005 — нагороджена орденом Пошани за великий внесок у розвиток музичного мистецтва[22].